# Vuelo 9 de British Airways
El vuelo 009 de British Airways, a veces denominado por su indicativo Speedbird 9 o como el incidente de Yakarta,era un vuelo programado de British Airways desde Londres Heathrow a Auckland, con escalas en Bombay, Kuala Lumpur, Perth y Melbourne.
El 24 de junio de 1982, la ruta fue volada por City of Edinburgh, un Boeing 747-236B registrado como G-BDXH. El avión voló sin advertirlo sobre una nube de ceniza volcánica arrojada por la erupción del Monte Galunggung a unas 110 millas (180 km) al sureste de Yakarta, Indonesia, lo que provocó la falla de los cuatro motores. En parte porque el evento ocurrió durante la noche, oscureciendo la nube, la razón de la falla no fue inmediatamente evidente para la tripulación o el control de tráfico aéreo. El avión fue desviado a Yakarta con la esperanza de que se pudieran reiniciar suficientes motores para permitirle aterrizar allí. Se hizo planear al avión fuera de la nube de cenizas y todos los motores se reiniciaron (aunque el motor número 2 comenzó a vibrar y la tripulación tuvo que apagarlo poco después), lo que permitió que el avión aterrizara de manera segura en el Aeropuerto Internacional Halim Perdanakusuma en Yakarta.
Los miembros de la tripulación del segmento accidentado habían abordado el avión en Kuala Lumpur, mientras que muchos de los pasajeros habían estado a bordo desde que comenzó el vuelo en Londres.

## El incidente

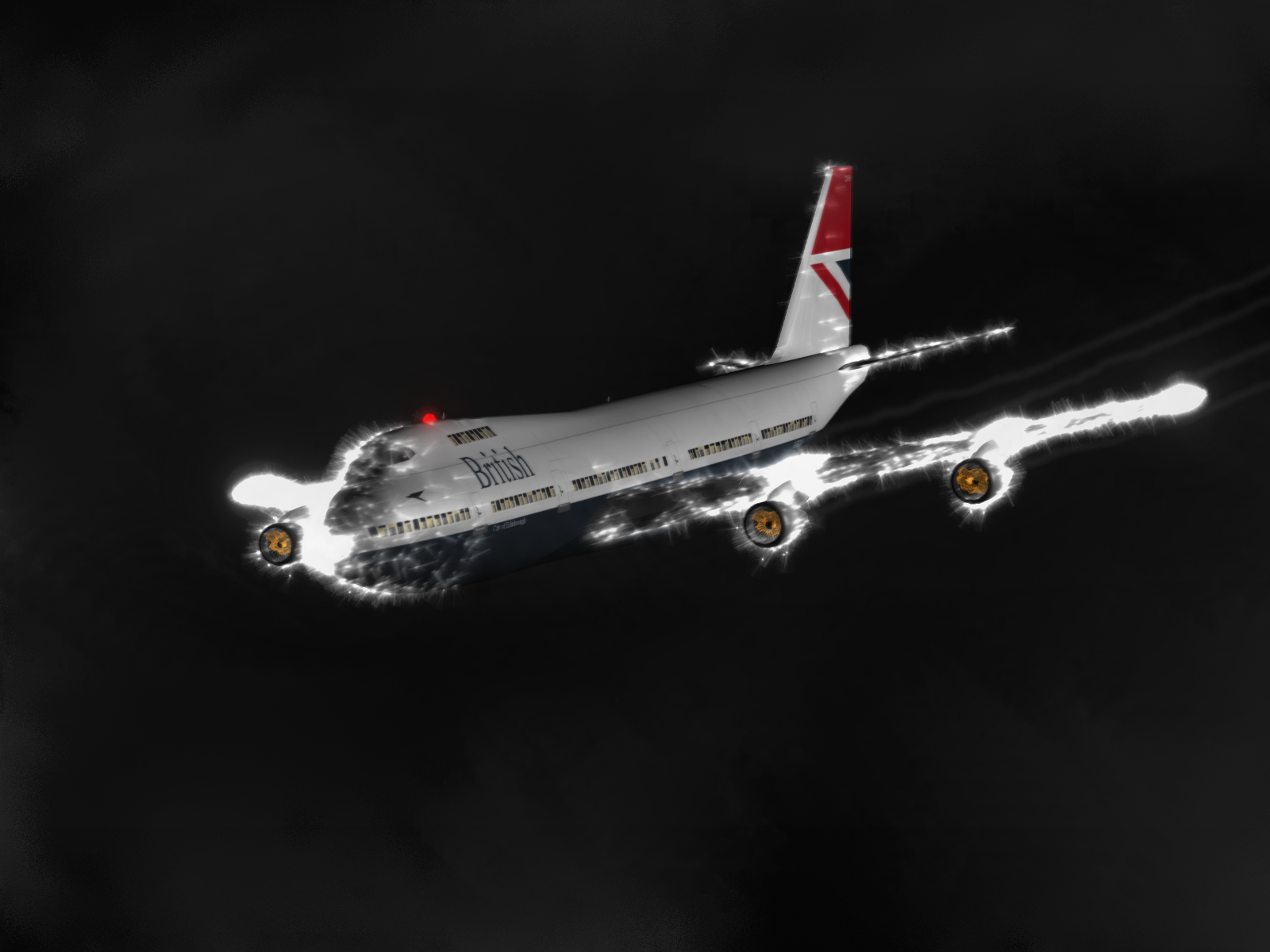
Ilustración de la aeronave G-BDXH sin potencia en los motores, atravesando la nube de ceniza volcánica.

Pasadas las 13:40 UTC (20:40 hora local de Yakarta) sobre el Océano Índico, al sur de Java, la tripulación (formada por el oficial Roger Greaves y el ingeniero de vuelo Barry Townley-Freeman, mientras que el comandante Eric Moody se encontraba en el aseo) observó en el parabrisas un efecto similar al Fuego de San Telmo. El fenómeno persistía una vez que Moody volvió del aseo. A pesar de que el radar meteorológico indicaba cielos despejados, la tripulación tomó la precaución de activar el sistema de protección contra hielo en los motores y las señales de cinturones abrochados.
Según avanzaba el vuelo, comenzó a detectarse humo en la cabina de pasajeros, y al principio se pensó que este provenía de un cigarrillo. Sin embargo, pronto comenzó a hacerse más espeso y adquirir un inquietante olor a azufre. Aquellos pasajeros que podían ver los motores a través de sus ventanas observaron que éstos tenían un brillo inusual, con una luz que resplandecía a través de los rotores produciendo un efecto estroboscópico.
Aproximadamente a las 13:42 UTC (20:42 hora local de Yakarta), el motor número cuatro sufrió una pérdida de compresor y poco después dejó de funcionar. Inmediatamente, la tripulación llevó a cabo el procedimiento estándar tras el apagado de un motor, cortando rápidamente el flujo de combustible y activando los extintores. Menos de un minuto más tarde, a las 13:43 UTC (20:43 hora local de Yakarta), el motor número dos también sufrió una pérdida de compresor y se apagó. En pocos segundos, y de manera casi simultánea, los motores uno y tres también se detuvieron, provocando que el ingeniero de vuelo exclamara: "No lo puedo creer - ¡todos los motores han fallado!".
Sin propulsión en los motores, un 747-200 tiene una proporción de planeo aproximada de 15:1, lo que significa que es capaz de planear 15 kilómetros por cada kilómetro que desciende. La tripulación determinó con rapidez que la aeronave podría ser capaz de planear durante 23 minutos, cubriendo una distancia de 91 millas náuticas (169 km) desde el nivel de vuelo en el que se encontraba, a 11.000 metros (36.000 pies) de altitud. A las 13:44 UTC (20:44 hora local de Yakarta), Greaves envió una señal de socorro al control del tráfico aéreo local, informando del fallo de los cuatro motores. Sin embargo, el Control de Área de Yakarta entendió mal el mensaje, interpretando que sólo el motor número cuatro había dejado de funcionar. Tuvo que ser un vuelo cercano de Garuda Indonesia el que transmitiera de nuevo el mensaje al control del tráfico aéreo. A pesar de que la tripulación activó el código de emergencia 7700 en el transpondedor, la aeronave no pudo ser localizada por los controladores en las pantallas de sus radares.
Muchos pasajeros escribieron notas para sus familiares. Uno de ellos fue Charles Capewell, que garabateó lo siguiente en una carpeta: "Ma. In trouble. Plane going down. Will do best for boys. We love you. Sorry. Pa xxx" (traducido como "Mamá. En problemas. El avión se viene abajo. Haré lo mejor para los chicos. Te queremos. Lo siento. Besos, Papá").
Debido a la presencia de montañas en la costa sur de la isla de Java, se necesitaba una altitud de al menos 3.500 metros (11.500 pies) para atravesar la costa de forma segura. La tripulación decidió que si la aeronave no era capaz de mantener la altitud para cuando alcanzaran 3.650 metros (11.980 pies), darían la vuelta dirigiéndose hacia el océano para intentar realizar un amerizaje en el Índico. La tripulación comenzó a efectuar los procedimientos de arranque de los motores pese a encontrarse bastante por encima de la altitud máxima recomendada para dicho procedimiento, 8.500 metros (27.900 pies). Los intentos fueron infructuosos.
A pesar de la falta de tiempo, Moody anunció lo siguiente al pasaje, mostrando lo que ha sido descrito como "una obra maestra del comedimiento":

Señoras y señores, les habla el comandante. Tenemos un pequeño problema. Los cuatro motores se han parado. Estamos haciendo lo imposible para tenerlos bajo control. Confío en que no se angustien demasiado.

A medida que la presión del interior del avión descendió, las máscaras de oxígeno cayeron de los compartimentos superiores (una medida automática de emergencia para contrarrestar la falta de aire). En la cabina de los pilotos, mientras tanto, la máscara de Greaves no funcionaba debido a que el tubo se había separado del resto de la máscara. Fue entonces cuando rápidamente Moody decidió descender a una velocidad de 1.800 metros por minuto hasta una altitud donde la presión exterior fuera la suficiente para respirar casi con normalidad.
A 4.100 metros (13.500 pies), se aproximaban a la altitud a la cual se verían obligados a dar la vuelta e intentar un arriesgado amerizaje. Aunque existían directrices para dicho procedimiento, nunca antes se había intentado en un Boeing 747 - y continúa sin haberse intentado hasta la fecha. Mientras seguían intentando encender de nuevo los motores, el motor número cuatro consiguió arrancar, y a las 13:56 UTC (20:56 hora local de Yakarta), Moody usó la potencia proporcionada por dicho motor para reducir la tasa de descenso. Al poco tiempo, el motor número tres también pudo ser arrancado, permitiéndole ascender lentamente. Inmediatamente después, los motores uno y dos fueron arrancados con éxito de la misma forma. Posteriormente, la tripulación solicitó y ejecutó un aumento en la altitud hasta los 4.500 metros (14.800 pies) con el objetivo de esquivar las grandes montañas indonesias.
Mientras la aeronave se acercaba a la altitud deseada, el efecto del Fuego de San Telmo volvió a repetirse. Moody redujo la potencia en los motores; sin embargo, el motor número dos volvió a sufrir una pérdida del compresor y tuvo que ser apagado. La tripulación descendió de manera inmediata y se mantuvo a 3.600 metros (11.800 pies).
A medida que el vuelo 009 se aproximaba a Yakarta, la tripulación se encontró con la dificultad añadida de no ver nada a través del parabrisas, y tuvo que realizar la maniobra de aproximación prácticamente sólo con instrumentos, a pesar de los informes meteorológicos que anunciaban buena visibilidad. Decidieron volar el ILS, el sistema de aterrizaje instrumental (Instrument Landing System, en sus siglas en inglés). Sin embargo, la senda de planeo (glideslope en inglés) se encontraba fuera de servicio, así que el comandante se encargó de seguir el localizador (localizer en inglés) mientras que el oficial monitorizaba el DME (del inglés Distance Measuring Equipment). Este último iba informando a qué altitud deberían estar a cada tramo del DME durante la aproximación final hasta la pista de aterrizaje, creando una senda de planeo virtual que debía ser seguida por el comandante, a los mandos de la aeronave. Aunque las luces de la pista se podían distinguir a través de una pequeña franja en el parabrisas, las luces de aterrizaje del propio avión parecían estar estropeadas. Tras el aterrizaje, la tripulación consideró imposible el rodaje, debido a que las luces de la plataforma creaban un deslumbramiento que hacían opaco el ya rayado parabrisas. Por lo tanto, el City of Edinburgh tuvo que aguardar hasta ser remolcado a la terminal.

## Las secuelas

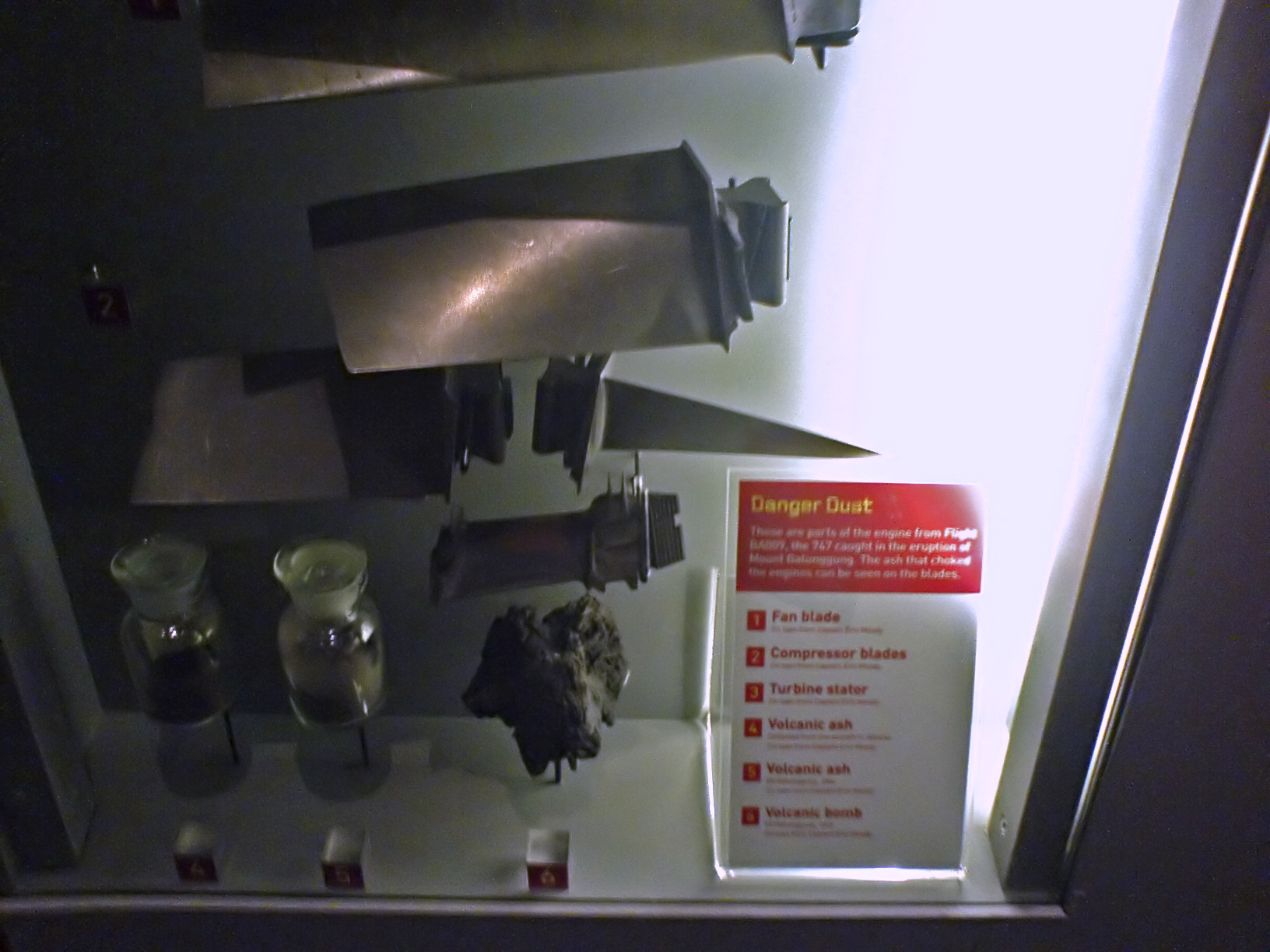
Piezas de motor dañadas del BA9 en exhibición en el Museo de Auckland.

Se concluyó que los problemas del City of Edinburgh habían sido causados por atravesar una nube de ceniza volcánica procedente de la erupción del Monte Galunggung. Debido a que la naturaleza de la nube de cenizas era árida, no aparecía en la pantalla del radar meteorológico, diseñado para detectar las partículas de humedad de las nubes. La nube, como una especie de fina lluvia de arena, erosionó el parabrisas y las luces de aterrizaje, además de atascar los motores. A medida que la ceniza entraba dentro de los motores, se fue fundiendo en la cámara de combustión y quedó adherida al interior. Una vez que el motor se enfrió por no estar funcionando y el avión descendió fuera de la nube, la ceniza fundida se solidificó y fue expulsada, permitiendo el flujo de aire a través del motor, lo que a su vez se tradujo en la posibilidad de volver a arrancarlo con éxito. Los motores tuvieron suficiente energía eléctrica para ser arrancados porque un generador y las baterías de a bordo seguían estando operativas, requisito indispensable para el encendido.
Se sustituyeron los motores uno, dos y tres en Yakarta, así como el parabrisas, y los tanques de combustible se limpiaron eliminando la ceniza que había entrado en ellos mediante los conductos de presurización, contaminando el combustible y haciendo que tuvieran que deshacerse de este. Después de ser transportado de vuelta a Londres, el motor número cuatro también fue reemplazado y la aeronave tuvo que ser reparada a fondo para su puesta en servicio. G-BDXH entró en el Libro Guiness de los Récords como el planeo más largo en un avión no diseñado para tal fin, hasta que el récord fue superado por el incidente del vuelo 236 de Air Transat el 24 de agosto de 2001.
Pese a que el espacio aéreo en la zona del Monte Galunggung se cerró temporalmente tras el incidente, este fue reabierto unos días más tarde. Las autoridades indonesias tuvieron que cerrar dicho espacio aéreo de manera permanente y crear nuevas rutas para evitar el área cuando otro Boeing 747, esta vez de Singapore Airlines, se vio forzado a apagar tres de sus cuatro motores mientras sobrevolaba la zona el 13 de julio, sólo diecinueve días después del incidente del City of Edinburgh. Adicionalmente, se comenzó a vigilar las nubes de cenizas. Aun así, este no fue el primer tropiezo de un avión con esta erupción, puesto que un DC-9 de Garuda Indonesia también se encontró con las cenizas el 5 de abril de 1982.
La tripulación del City of Edinburgh recibió diversas condecoraciones, así como medallas de la Asociación Británica de Pilotos de Líneas Aéreas (British Air Line Pilots Association, en inglés). Una vez finalizado el incidente, la tripulación y los pasajeros formaron el Club de vuelo sin motor "Galunggung" para seguir en contacto.

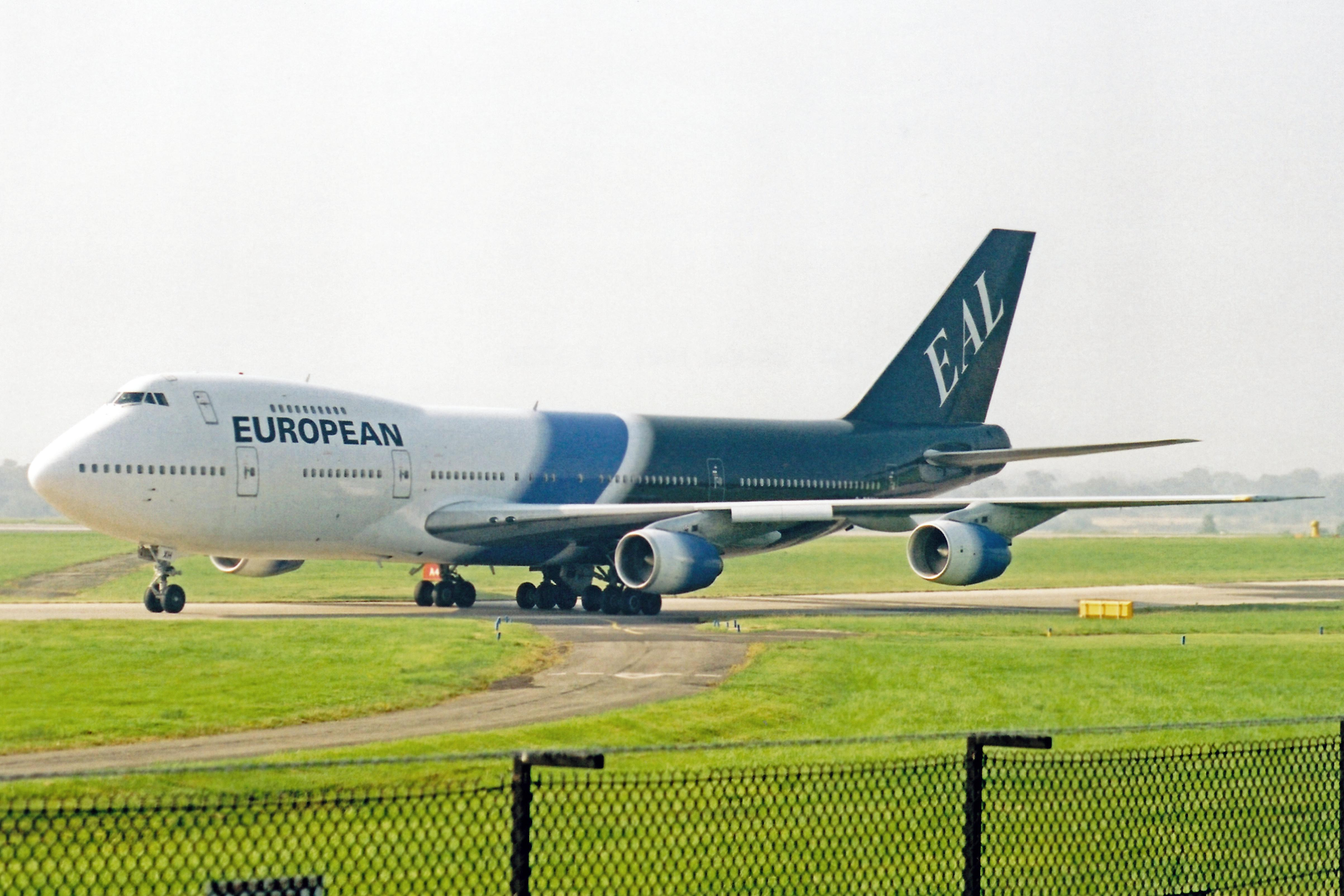
G-BDXH, operando para European Aviation Air Charter en agosto de 2003, seis meses antes de ser retirado del servicio.

Una de las pasajeras, Betty Tootell, escribió un libro sobre el incidente, titulado "All Four Engines Have Failed" (en español, "Los cuatro motores han fallado"). Consiguió contactar con unos 200 de entre los 247 pasajeros que iban a bordo de ese vuelo, y acabó casándose con otro superviviente, James Ferguson, que había estado sentado en la fila de delante de ella. En su libro, Betty escribe: "El 28 de diciembre de 2006 marca el comienzo de nuestro 14º año de luna de miel, y sin duda, el 24 de junio de 2007 muchos pasajeros y tripulación se unirán para celebrar el 25 aniversario de nuestra aventura aérea."
En la actualidad, British Airways opera el Vuelo 009 desde Londres-Heathrow con destino Bangkok y Sídney. El City of Edinburgh, más tarde renombrado como City of Elgin, continuó prestando servicio para British Airways hasta que fue vendido a European Aviation Air Charter. La aeronave dejó de volar en febrero de 2004 después de 30 años de servicio y fue desguazada en julio de 2009.

### Cierre del espacio aéreo en abril de 2010
El 14 de abril de 2010, el volcán Eyjafjalla en Islandia entró en erupción y los fuertes vientos de la zona desplazaron la nube de cenizas hacia Europa Central y Occidental. La práctica totalidad del espacio aéreo al norte de Milán / Italia fue cerrada para prevenir otro incidente similar al del Vuelo 9.

## Incidente similar
Un incidente prácticamente similar tuvo lugar el 15 de diciembre de 1989 cuando el vuelo 867 de la compañía holandesa KLM, un Boeing 747-400 procedente de Ámsterdam con destino Anchorage, Alaska, penetró en la columna de humo formada tras la erupción del Monte Redoubt, causando que los cuatro motores fallaran debido a pérdidas del compresor. Una vez que la aeronave atravesó la nube de cenizas, la tripulación consiguió volver a arrancar los motores y realizar un aterrizaje seguro en Anchorage.

## Dramatización
Este accidente fue presentado en el segundo episodio de la cuarta temporada del programa de televisión canadiense Mayday: catástrofes aéreas, titulado «En caída libre» en Hispanoamérica y «Cayendo del cielo» en España.